# Johan Gustaf Granlund
Johan Gustaf Granlund, född 8 oktober 1822 i Gränna, död 27 december 1886 i Gränna, var en svensk vagnfabrikör och riksdagspolitiker.
Granlund var vagnfabrikör i Gränna. Han var även politiker och ledamot av Riksdagens andra kammare.